# NGC 1328
NGC 1328 est une galaxie lenticulaire située dans la constellation de l'Éridan. NGC 1328 a été découverte par l'astronome américain Francis Leavenworth en 1886.

## Caractéristiques
Sa vitesse par rapport au fond diffus cosmologique est de 5 960 ± 51 km/s, ce qui correspond à une distance de Hubble de 87,9 ± 6,2 Mpc (∼287 millions d'al).